# 朱巴蘭
索马里朱巴蘭州（阿拉伯语：‎），通称朱巴兰，非正式名称还有朱巴谷地和阿扎尼亚，位于索馬利亞西南部，是索马里的联邦成员州之一。

## 行政區域
- 蓋多州
- 下朱巴州
- 中朱巴州